# Margrethe Vestager
Margrethe Vestager (Deense uitspraak [makʁæːˀtə ˈvɛstæːˀɐ] "Vestee-er", Glostrup, 13 april 1968) is een Deens politica die als Eurocommissaris voor Mededinging zitting heeft in de Europese Commissie.  Ze was eerder minister voor Economie en Binnenlandse Zaken. Tussen 2001 en 2014 was ze parlementarier in het Deense parlement, de Folketing voor de links liberale partij Radikale Venstre.

## Biografie
Beide ouders van Vestager waren predikant in de Deense Volkskerk. Ze waren tevens politiek actief. Vestager studeerde economie aan de Universiteit van Kopenhagen.

### Politieke carrière
Ze was minister van Onderwijs (2000-2001) en minister van Onderwijs en Kerkelijke Zaken (1998-2000). Sinds 20 november 2001 zat ze in het Deense parlement, de Folketing. Vanaf 2007 was ze fractievoorzitter tot ze op 3 oktober 2011 minister van Economische en Binnenlandse Zaken en vicepremier werd in het kabinet van Helle Thorning-Schmidt. Op 2 september 2014 trad zij af wegens haar voordracht tot Europees commissaris.  Van 2007 tot 2014 was ze tevens partijvoorzitter van de Radikale Venstre.
Vestager trad op 1 november 2014 als Eurocommissaris toe tot de commissie-Juncker. Ze bekleedt in die commissie de post Mededinging. In die positie onderzocht ze - met veel media-aandacht - al de concurrentiepositie van bedrijven als Google, Amazon.com, Apple, Gazprom, Starbucks en Fiat. Ze klaagde ook de veelvuldige staatssteun voor Cyprus Airways aan en verplichtte het bedrijf tot een terugbetaling die leidde tot het faillissement van het bedrijf.
Op 27 juni 2017 eiste zij van Google een recordboete van €2,4 miljard wegens bevoordeling van eigen zoekresultaten. Op 18 juli 2018 volgde vanuit dezelfde hoek een boete van €4,34 miljard wegens misbruik van de dominante positie van Android, zijn besturingssysteem voor smartphones.

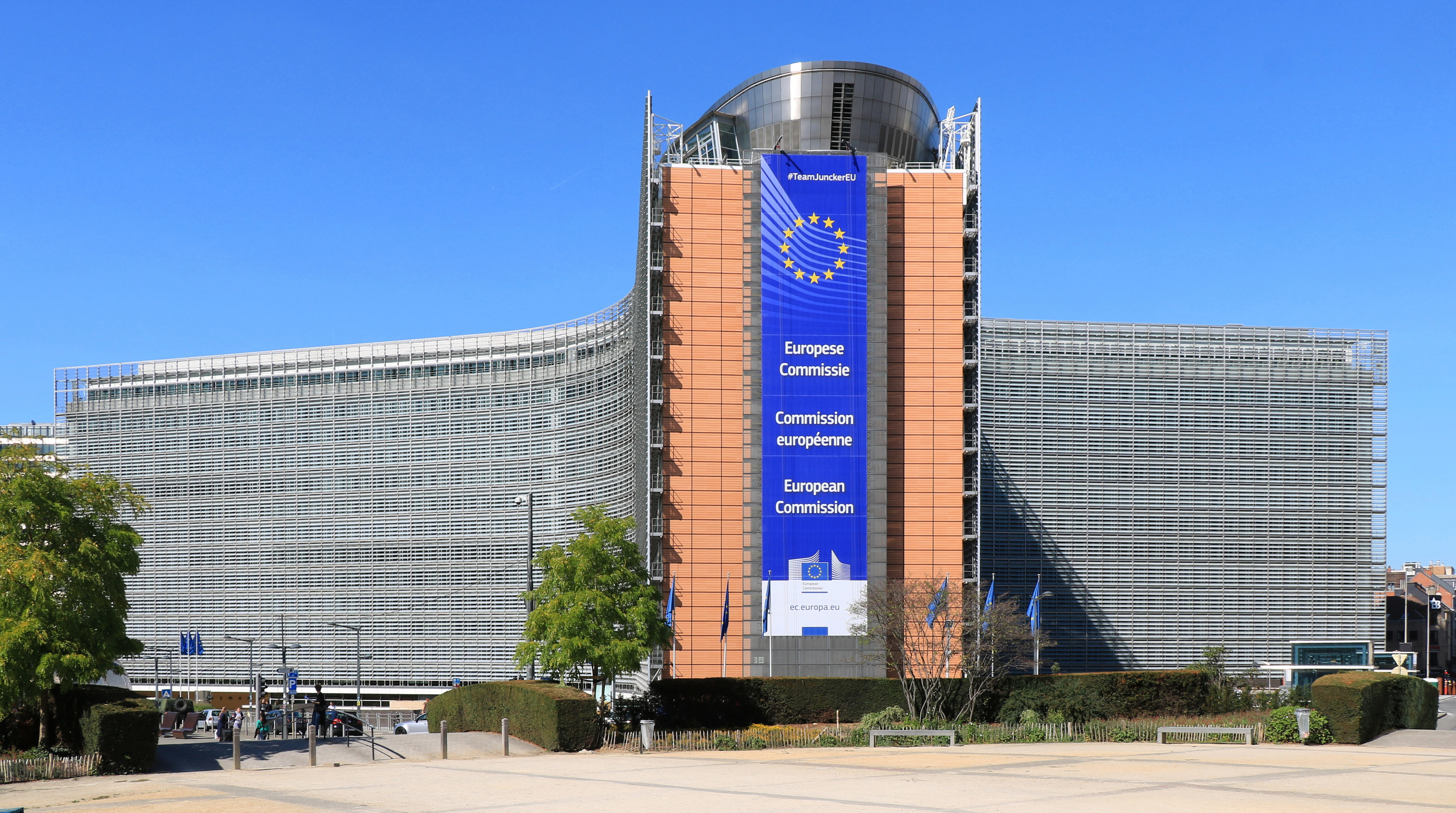
De Europese Commissie.

## Erkenning
Ter gelegenheid van haar Patroonsfeest kende de KU Leuven Vestager een eredoctoraat toe voor haar "daadkrachtig beleid inzake mededinging en staatssteun binnen de Europese Unie," en in het bijzonder voor haar "aandacht voor de ethische dimensie van het gedrag van bedrijven en overheden.". Aangezien ze niet aanwezig kon zijn op academische zitting op 17 februari 2017, nam ze het eredoctoraat op 23 november 2017 in ontvangst.

## Privé
Margarethe Vestager is getrouwd en heeft drie dochters.
- Gemeinsame Normdatei: 1163021008
- International Standard Name Identifier: 0000 0004 2912 9094
- Library of Congress Control Number: n2016036857
- Nationale Bibliotheek van Polen: a0000003113184
- Nederlandse Thesaurus van Auteursnamen: 413843548
- Parlement.com: vjmugzm197js
- Système universitaire de documentation: 250088932
- Virtual International Authority File: 307283086
- WorldCat: E39PBJx4hTp8RPQpvfHrdhWVYP

Josep Borrell · 
Thierry Breton (tot 16 september 2024) · 
Helena Dalli · 
Valdis Dombrovskis · 
Elisa Ferreira · 
Marija Gabriel (tot 15 mei 2023) · 
Paolo Gentiloni ·  
Johannes Hahn · 
Iliana Ivanova (vanaf 19 september 2023) · 
Ylva Johansson · 
Věra Jourová · 
Wopke Hoekstra (vanaf 5 oktober 2023) · 
Phil Hogan (tot 26 augustus 2020) · 
Stella Kyriakidou · 
Janez Lenarčič · 
Ursula von der Leyen · 
Mairead McGuinness (vanaf 12 oktober 2020) · 
Didier Reynders · 
Margarítis Schinás · 
Nicolas Schmit · 
Maroš Šefčovič · 
Kadri Simson · 
Virginijus Sinkevičius · 
Dubravka Šuica · 
Frans Timmermans (tot 22 augustus 2023) ·   
Jutta Urpilainen · 
Adina-Ioana Vălean · 
Olivér Várhelyi · 
Margrethe Vestager · 
Janusz Wojciechowski
Vytenis Andriukaitis · Andrus Ansip (tot 2 juli 2019) · Dimitris Avramopoulos · Elżbieta Bieńkowska · Violeta Bulc · Miguel Arias Cañete  · Corina Crețu (tot 2 juli 2019) · Valdis Dombrovskis  · Marija Gabriel (vanaf 4 juli 2017) · Kristalina Georgieva (tot 1 januari 2017) · Johannes Hahn · Jonathan Hill (tot 15 juli 2016) · Phil Hogan  · Věra Jourová · Jean-Claude Juncker · Jyrki Katainen · Julian King (vanaf 19 september 2016) · Cecilia Malmström · Neven Mimica · Carlos Moedas · Federica Mogherini · Pierre Moscovici · Tibor Navracsics · Günther Oettinger · Maroš Šefčovič · Christos Stylianides · Marianne Thyssen · Frans Timmermans · Karmenu Vella · Margrethe Vestager